# Гілберт (Вісконсин)
Гілберт (англ. Hilbert) — селище (англ. village) в США, в окрузі Калумет штату Вісконсин. Населення — 1248 осіб (2020).

## Географія
Гілберт розташований за координатами 44°8′31″ пн. ш. 88°9′38″ зх. д. / 44.14194° пн. ш. 88.16056° зх. д. (44.141965, -88.160673).  За даними Бюро перепису населення США в 2010 році селище мало площу 3,73 км², уся площа — суходіл.

## Демографія
Згідно з переписом 2010 року, у селищі мешкали 1132 особи в 462 домогосподарствах у складі 302 родин. Густота населення становила 304 особи/км².  Було 482 помешкання (129/км²).
Расовий склад населення:
| - 93,8 % — білих - 1,3 % — корінних американців - 3,8 % — осіб інших рас |

До двох чи більше рас належало 1,1 %. Частка іспаномовних становила 7,9 % від усіх жителів.
За віковим діапазоном населення розподілялося таким чином: 24,7 % — особи молодші 18 років, 61,2 % — особи у віці 18—64 років, 14,1 % — особи у віці 65 років та старші. Медіана віку мешканця становила 38,3 року. На 100 осіб жіночої статі у селищі припадало 104,7 чоловіків;  на 100 жінок у віці від 18 років та старших — 103,8 чоловіків також старших 18 років.
Середній дохід на одне домашнє господарство  становив 56 104 долари США (медіана — 45 804), а середній дохід на одну сім'ю — 66 767 доларів (медіана — 62 578). Медіана доходів становила 40 729 доларів для чоловіків та 32 100 доларів для жінок. За межею бідності перебувало 6,2 % осіб, у тому числі 5,4 % дітей у віці до 18 років та 3,4 % осіб у віці 65 років та старших.
Цивільне працевлаштоване населення становило 603 особи. Основні галузі зайнятості: виробництво — 35,5 %, сільське господарство, лісництво, риболовля — 16,9 %, освіта, охорона здоров'я та соціальна допомога — 13,8 %.